# Wild Side (Normani)
Wild Side è un singolo della cantante statunitense Normani, pubblicato il 16 luglio 2021 come primo estratto dal primo album in studio Dopamine.

## Descrizione
Il brano vede la partecipazione della rapper statunitense Cardi B e contiene un campionamento tratto da One in a Million di Aaliyah.

## Promozione
Normani ha eseguito il brano per la prima volta dal vivo il 25 luglio 2021, durante l'evento Casa Primavera organizzato dal brand di tequila Don Julio.

## Video musicale
Il video, diretto da Tanja Muïn'o, è stato reso disponibile in concomitanza con l'uscita del brano. È stato candidato in tre categorie agli MTV Video Music Awards 2022, tra cui quella al miglior video R&B.

## Tracce
Testi e musiche di Normani Hamilton, Belcalis Almanzar, Brittany Hazzard, Dave Cappa, Jonah Christian, Jorden Thorpe, June Nawakii, Kenyon "KC" Moore, Taylor Ross e Tyler Rohn.
Download digitale – 1ª versione
1. Wild Side (feat. Cardi B) – 3:29

Download digitale – 2ª versione
1. Wild Side (feat. Cardi B) – 3:29
2. Wild Side (feat. Cardi B) (Extended Version) – 4:08

Download digitale – Kaytranada Remix
1. Wild Side (Kaytranada Remix) – 4:24

## Formazione
Musicisti
- Normani – voce
- Cardi B – voce aggiuntiva
- Josie Aiello – cori

Produzione
- Dave Cappa – produzione
- Jonah Christian – produzione
- June Nawakii – produzione
- Normani – produzione
- Starrah – produzione
- Taylor Ross – produzione
- Tyler Rohn – produzione
- DJ Riggins – assistenza tecnica
- Jacob Richards – assistenza tecnica
- Mike Seaberg – assistenza tecnica
- Brad Bustamante – ingegneria del suono, registrazione
- Jelli Dorman – ingegneria del suono, registrazione
- Jaycen Joshua – mastering, missaggio
- Rachel Blurn – mastering
- Kuk Harrell – registrazione

## Successo commerciale
Negli Stati Uniti Wild Side ha debuttato alla 14ª posizione della Billboard Hot 100, divenendo il debutto più alto di Normani nella classifica come artista principale. Contemporaneamente si è posizionato alla 4ª posizione della Hot R&B/Hip-Hop Songs grazie a 17 000 download digitali e 15,5 milioni di stream.

## Classifiche
| Classifica (2021) | Posizione massima |
| ----------------- | ----------------- |
| Canada            | 59                |
| Irlanda           | 77                |
| Regno Unito       | 49                |
| Stati Uniti       | 14                |
| Sudafrica         | 9                 |

## Date di pubblicazione
| Paese                 | Data             | Formato                      | Versione         | Nota   |
| --------------------- | ---------------- | ---------------------------- | ---------------- | ------ |
| Mondo                 | 16 luglio 2021   | Download digitale, streaming | Originale        | [ 16 ] |
| Regno Unito           | 16 luglio 2021   | Urban contemporary           | Originale        | [ 17 ] |
| Stati Uniti d'America | 20 luglio 2021   | Contemporary hit radio       | Originale        | [ 18 ] |
| Stati Uniti d'America | 20 luglio 2021   | Rhythmic contemporary        | Originale        | [ 19 ] |
| Stati Uniti d'America | 20 luglio 2021   | Urban contemporary           | Originale        | [ 20 ] |
| Mondo                 | 22 luglio 2021   | Download digitale, streaming | 2ª versione      | [ 21 ] |
| Regno Unito           | 23 luglio 2021   | Contemporary hit radio       | Originale        | [ 22 ] |
| Mondo                 | 15 novembre 2021 | Download digitale, streaming | Kaytranada Remix | [ 23 ] |